# Cane antidroga
Un cane antidroga è un cane addestrato dalle forze dell'ordine per la ricerca delle sostanze stupefacenti; le razze solitamente addestrate per questo scopo sono cane da pastore tedesco, malinois, beagle, labrador retriever e bloodhound.
I cinofili praticano servizi che esigono un determinato addestramento iniziale rivolto sia al cane che al conduttore. I cani vengono addestrati con bambole intrise di droga per abituarli all'odore della sostanza. Quando tra i due si è creata una buona intesa verranno avviati al lavoro per il quale sono stati scelti e allenati. I settori di impiego sono quattro: ordine pubblico e vigilanza, antidroga, antiesplosivo, ricerca e soccorso in superficie o sotto macerie.

## Storia
Da oltre 14.000 anni l'uomo viene affiancato dal cane nelle sue attività. A fine '800 si è diffuso il loro sostegno nei servizi pubblici, con specifica in attività di sicurezza, difesa e soccorso.

## Tecniche di addestramento

### Durata e scopo
Il corso specifico di addestramento cinofilo dura circa sei mesi ed è mirato, tra l'altro, a creare una simbiosi tra cane e conduttore, con il quale al termine del corso darà vita all'unità cinofila; è richiesto che si instauri un rapporto di ottima intesa, fin dal primo momento devono sentirsi l'uno parte dell'altro per poter svolgere al meglio le missioni affidate. La psicologa canina svolge un ruolo fondamentale: il cane attribuirà al suo padrone il ruolo di capo e solo da lui prenderà ordini.

### Tecniche utilizzate e caratteristiche richieste
La tecnica addestrativa applicata per i cani antidroga incentiva i loro istinti naturali come l'olfatto, l'attitudine al gioco e quello predatorio. Lo scopo è quello di indurre il cane a dedicarsi alla ricerca con interesse, non considerando l'attività un lavoro o una costrizione ma un gioco, costituito inizialmente da una pallina da tennis, che verrà sostituita in seguito da un manicotto di spugna con il quale verrà abituato a giocare fin dai due mesi di età, tramite il quale si insegna a riportare l'oggetto, a trovarlo se nascosto, a frugare ovunque per raggiungerlo; è, perciò, essenziale che il cane abbia un atteggiamento possessivo per conquistare il fantoccio con il quale gioca. Un'appropriata selezione di militari e cani consente di individuare soggetti sani, vivaci e nervosi. I più adatti sono quelli irrequieti, aventi come caratteristica principale la tendenza a mordere tutto ciò che riescono ad afferrare, che si atteggiano con ossessività nei confronti degli oggetti conquistati e che posseggono un'attività investigativa notevole, cioè che amano ispezionare gli ambienti nuovi, senza mai dimostrare momenti di incertezza. L'abbinamento uomo-cane non è casuale: viene valutato il carattere di entrambi con l'obiettivo di ottenere la simbiosi perfetta, base fondamentale per lavorare al meglio sia in ambiente educativo che operazionale. Questo procedimento viene messo in atto nel caso in cui il cane abbia già trascorso i primi mesi, o anni, di vita; al contrario, se l'addestratore si trova a dover selezionare il cane da una cucciolata il suo primo compito sarà svezzarlo, facendo in modo che il cane prescelto impari a riconoscerlo come suo capobranco. Gradualmente si stimolerà e potenzierà la propensione al gioco, la socializzazione con gli altri cani e con l'uomo. A due mesi l'animale verrà valutato con dei test che ne evidenzieranno la predisposizione al dominio o alla sottomissione: è fondamentale che il cane dimostri un'inclinazione alla dominazione così che l'addestratore col tempo possa stimolare la curiosità e l'istinto predatorio. I cani ritenuti idonei inizieranno così un percorso insieme all'istruttore e impareranno a superare percorsi sempre più scoscesi. Dopo il periodo di conoscenza subentra il lavoro: sette ore al giorno di addestramento all'obbedienza di base (seduto, terra, piede, vieni). Si inizia con il lanciare una pallina da tennis, con la quale il cane ha già familiarizzato nel corso di obbedienza tenuto nei primi mesi di vita, stimolandolo e premiandolo con essa, questa volta la pallina verrà impregnata di odore di marijuana, ricostruito meticolosamente con dei preparati chimici che posseggono un odore identico a quello delle varie droghe in commercio, in modo che l'animale non corra rischi a contatto con queste sostanze. In questo modo per il cane la droga, non ha alcuna importanza e diventa l'unico modo per ottenere il manicotto di cotone privo di odore che è il vero trofeo a cui ambisce. Si sfrutta così l'istinto predatorio del cane che associa la palla, ossia la preda delle circostanze, all'odore dello stupefacente. Questo gioco verrà svolto aggiungendo sempre nuove difficoltà: lunghezza del lancio, direzione del vento, condizioni meteorologiche ed ambientali, configurazione del terreno ecc. La pallina da tennis verrà poi sostituita con un manicotto quadrato di tela spugnosa ed arrotolata nel quale verrà nascosto e legato un sacchetto di droga. Dopo il reperimento, il sacchetto verrà sfilato e la ricompensa sarà il gioco del "tiro alla fune" con il manicotto che rappresenta il vero giocattolo per la conquista del quale il cane è disposto a fiutare per ore, mordere e strappare: comportamento innato nel cane e che gli procura intensa soddisfazione. Gli esercizi di ricerca vanno poi effettuati simulando la realtà, nascondendo la droga in una valigia confusa tra tante, addosso ad una persona da individuare in un gruppo. Di volta in volta il cane progredirà le ricerche andando in perlustrazione di auto, aerei, treni e locali di grosse dimensioni, familiarizzando così con gli ambienti con cui sarà in contatto in futuro. Al ritrovamento il conduttore dovrà sempre premiare il cane con il gioco del tiro alla fune, indispensabile per soddisfare il cane e ripagarlo del suo successo. Trascorsi questi mesi di intenso addestramento e superato un rigoroso esame, dalla ricerca delle 
La reazione del ritrovamento delle sostanze stupefacenti si differisce dal comportamento di un cane anti-esplosivo, che si siede quando fiuta qualche "droghe leggere" si passerà a quella delle "droghe pesanti".
Quando i cani raggiungono un anno di età, una Commissione li sottopone ad una selezione psico-attitudinale. Dopo averla superata inizierà la fase finale dell'addestramento volto all'inserimento nelle caserme ed a disposizione delle forze dell'ordine. ordigno, in quanto in loro presenza scava animosamente fino a scovarle, anche se l'imprinting è il medesimo dell'addestramento anti-esplosivo. 
"Nessun cane sniffa o mangia queste sostanze", precisa la dottoressa Giacobelli, "i cani si ammalerebbero e non possiamo permetterci di perdere la nostra linfa vitale. La salute del cane rimane sempre la priorità".